# Paraulopus melanostomus
Paraulopus melanostomus är en fiskart som beskrevs av Sato, Gomon och Tetsuji Nakabo 2010. Paraulopus melanostomus ingår i släktet Paraulopus och familjen Paraulopidae. Inga underarter finns listade i Catalogue of Life.